# Wpłatomat

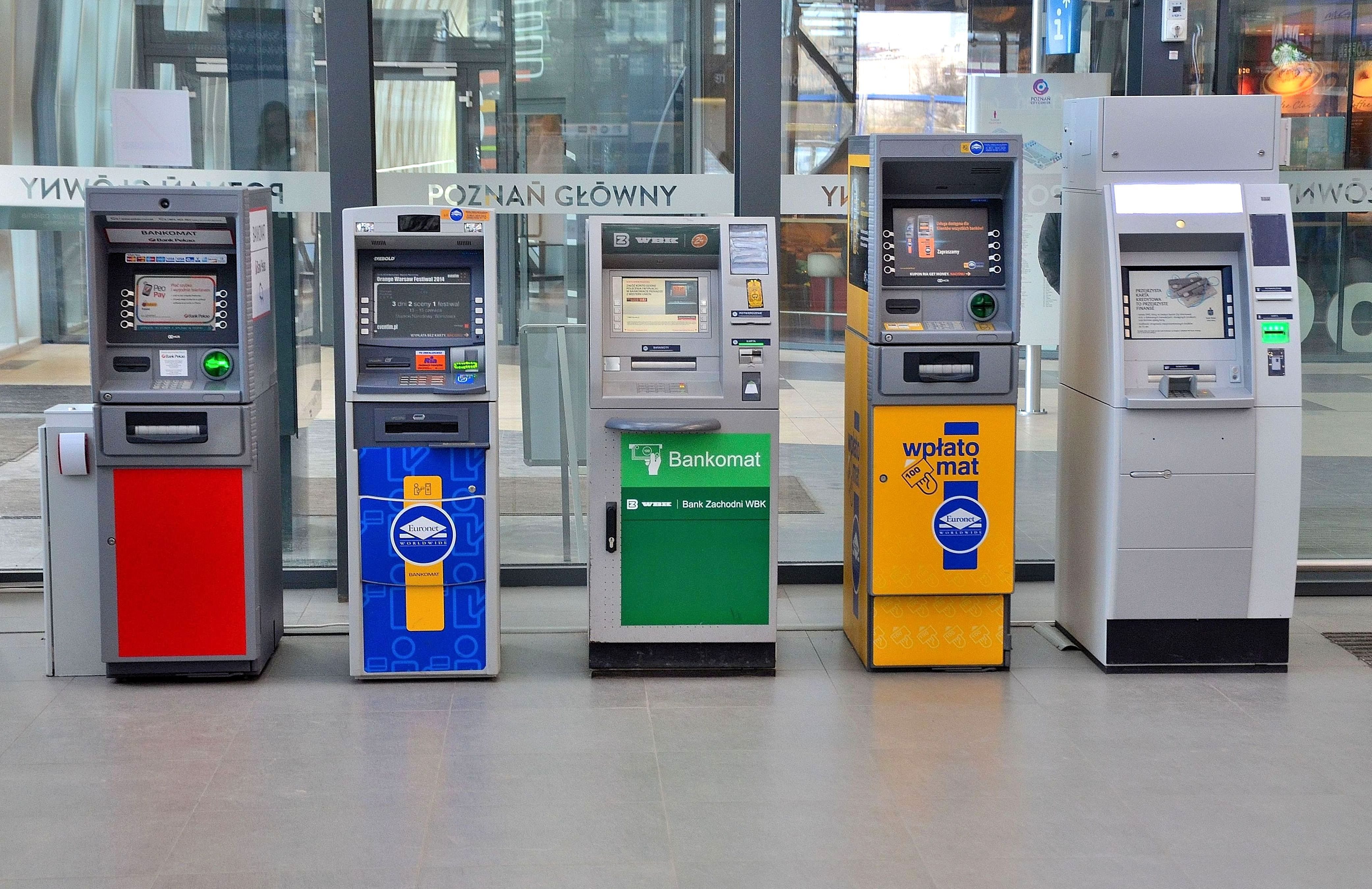
Wpłatomat (drugi z prawej) ustawiony wśród bankomatów na dworcu kolejowym Poznań Główny

Wpłatomat, zwany również bankomatem do wpłat – urządzenie do przyjmowania wpłat na konta bankowe. 

## Opis działania
Klient, chcąc wpłacić na konto środki, wkłada do wpłatomatu kartę, którą otrzymał do prowadzonego w danym banku konta, lub wpisuje numer rachunku bankowego, na którym mają zostać zdeponowane pieniądze. System na podstawie numeru karty identyfikuje powiązany z nią numer rachunku i przyjmuje plik banknotów, które klient wsuwa do specjalnej szczeliny. Środki na koncie klienta pojawiają się z reguły do kilkunastu lub kilkudziesięciu minut po dokonaniu transakcji, jeśli wpłata została dokonana w banku będącym właścicielem wpłatomatu. 
Wpłatomat działa na zasadzie odwrotnej do bankomatu. Ponadto wielkość, interfejs, sposób ustawienia oraz lokalizacje tych urządzeń są podobne, jak w przypadku bankomatów (zob. zdjęcie obok). Niektóre wpłatomaty oferują klientom banku możliwość założenia lub zerwania lokaty, przyjmują czeki i zapewniają wiele innych dodatkowych usług, zależnie od zainstalowanego w danym urządzeniu wyposażenia i oprogramowania.

## Kwestie techniczne
Wielkość pojedynczej wpłaty jest ograniczona pojemnością modułu pośredniczącego i standardowo wynosi 50 do 200 sztuk banknotów. Moduły rozdzielenia i rozpoznania wpłacanego pliku banknotów lub czeków składają się zazwyczaj z następujących elementów:
- separatora z elementem zamykającym, który pozwala na rozdzielenie wkładanego pliku; moduł ten jest opcjonalnie wyposażony w urządzenia wykrywające i usuwające przedmioty obce (np. monety), które mogłyby uszkodzić mechanizm modułu;
- pozycjonera, umożliwiającego poprawne ułożenie transportowanego banknotu / czeku;
- skanera, odczytującego cechy identyfikacyjne banknotu / czeku;
- zasobnika pośredniczącego (ang. escrow), zatrzymującego banknoty / czeki do czasu potwierdzenia transakcji przez klienta;
- kaset na banknoty;
- drukarki, umieszczającej na czekach oznaczenia ich przyjęcia.